# Eogyrinidae
Az Eogyrinidae a négylábúak (Tetrapoda) főosztályának egyik fosszilis családja.

## Rendszerezés
A családba az alábbi nemek tartoznak:
- Calligenethlon Steen, 1934
- Carbonoherpeton
- Diplovertebron Fritsch, 1879
- Eogyrinus Watson, 1926 - típusnem
- Leptophractus
- Neopteroplax Romer, 1963
- Palaeoherpeton
- Pholiderpeton Huxley, 1896
- Pteroplax Hancock & Atthby, 1868

## Képek

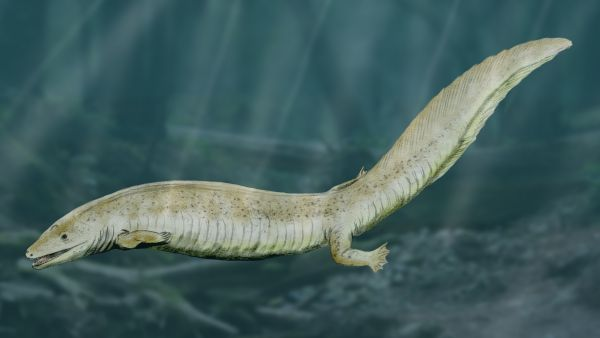
Eogyrinus
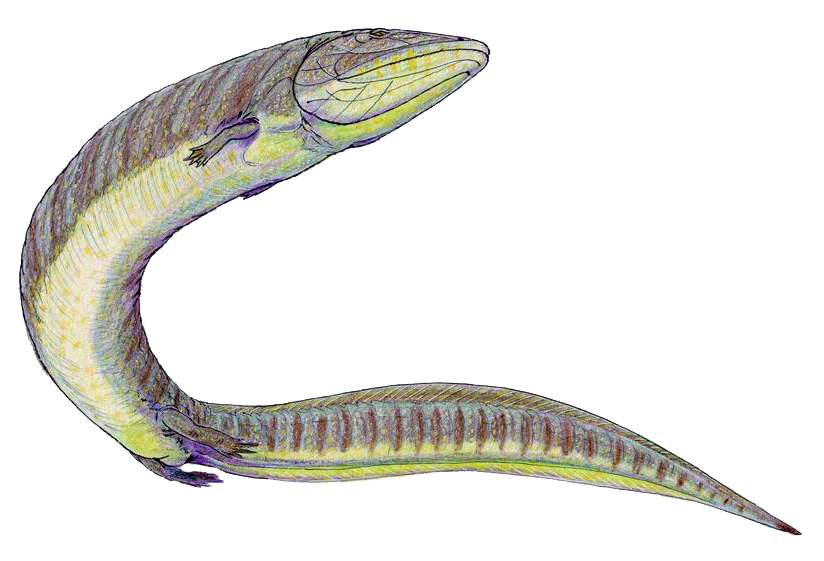
Pteroplax